# すみ兵
すみ兵（すみへい）は、日本の漫画家・イラストレーター。主にライトノベルのイラスト、ゲームのコミカライズを担当している。

## 作品

### ゲーム
- 死神と少女（TAKUYO、PlayStation Portable用）

### コミック
- PSYCHO LAW（晋遊舎コミックス）
- CHAOS;HEAD（原著：ニトロプラス×5pb.、電撃コミックス）

### ライトノベル
- マルタ・サギーは探偵ですか?（著：野梨原花南、富士見ミステリー文庫）
- 黄昏の刻（著：吉村夜、富士見ファンタジア文庫）
- 君のための物語（著：水鏡希人、電撃文庫）
- 東京レイヴンズ（著：あざの耕平、富士見ファンタジア文庫）
- 青春ラリアット!!（著：蝉川タカマル、電撃文庫）
- 神話戦域のグラフィクス（著：無嶋樹了、HJ文庫）
- 殺戮のマトリクスエッジ（著：桜井光、ガガガ文庫）
- 廃皇子と獣姫の軍旗（著：田代裕彦、ファミ通文庫）
- ゼロの戦術師（著：紺野天龍、電撃文庫）
- 隻眼・隻腕・隻脚の魔術師 -森の小屋に籠っていたら早2000年。気づけば魔神と呼ばれていた。僕はただ魔術の探求をしたいだけなのに-（著：すずすけ、TOブックス単行本）
- 追放された名家の長男 〜馬鹿にされたハズレスキルで最強へと昇り詰める〜（著：岡本剛也、MFブックス）